# Westerbeck (Sassenburg)
Westerbeck is een dorp in de Duitse gemeente Sassenburg in de deelstaat Nedersaksen. Het dorp wordt voor het eerst vermeld in een oorkonde uit 1390. In 1974 fuseerde het dorp met een aantal omliggende gemeenten tot de gemeente Sassenburg. Westerbeck is zetel van het gemeentebestuur.
- Gemeinsame Normdatei: 1163635413
- Virtual International Authority File: 2262153363084637520001